# Józef Gielniak

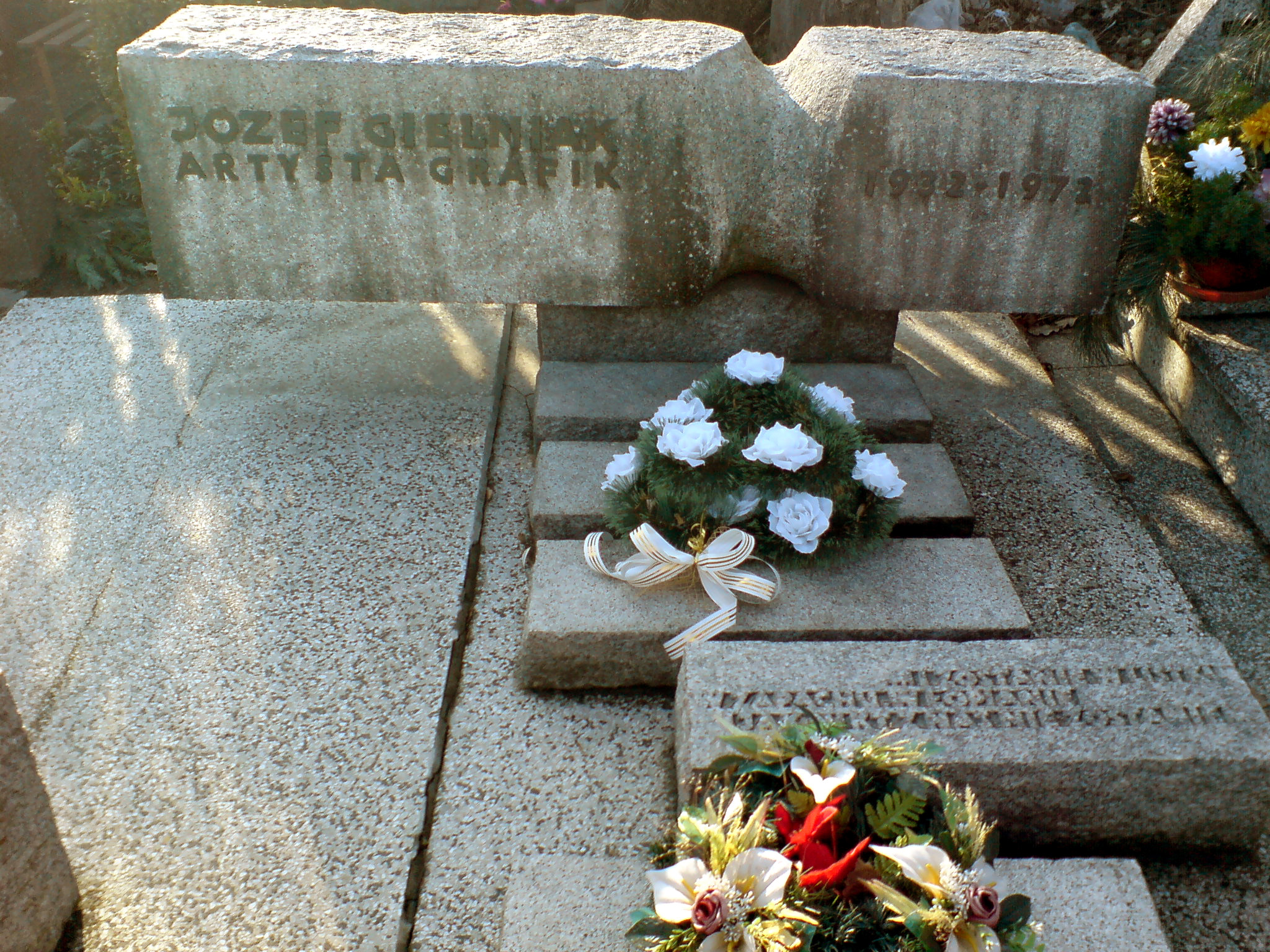
Grabmal des Künstlers in Kowary

Józef Gielniak (* 18. Februar 1932 in Denain in Frankreich; † 28. Mai 1972 in Kowary) war ein polnischer Grafiker, der vorzeitig an Tuberkulose verstarb. Er bevorzugte die Linolschnitttechnik.

## Biografie
Er wurde in einer Familie polnischer Auswanderer in Danain bei Valenciennes im Département Nord als zweiter Sohn geboren. Sein Vater war ein Industriearbeiter. Er studierte ein Jahr lang an der École des Beaux-Arts in Valenciennes. Er verzichtete auf das ihm angebotene Stipendium an der École des Beaux-Arts in Paris, kam mit seiner Mutter 1950 nach Polen, um Diplomatie zu studieren. 
Noch vor der Ausreise nach Polen erkrankte er an Tuberkulose. Während des Aufenthaltes im Sanatorium bestand er die Abiturprüfung. Er verbrachte viel Zeit in Sanatorien, was ihn am Studium hinderte. Wegen des sich verschlechternden Gesundheitszustandes blieb er lebenslang im Sanatorium „Bukowiec“ in Kowary, wo er die Stellung als Archivar annahm. Professor Stanisław Dawski von der Kunstakademie in Wrocław bot ihm ein individuelles Studium an, das Gielniak beendete. 
Er wurde auf dem alten Friedhof in Kowary bestattet. 

## Schaffen
Er zeigte früh seine künstlerischen Begabungen. Schon 1947 erhielt er den Preis der Union Française des Oeuvres Laïques d'Éducation Artistique für Zeichnungen und Aquarelle.
Er erhielt mehrere Preise auf internationalen Grafikausstellungen.
1964 wurde er mit dem Staatspreis 2. Grades ausgezeichnet.
Er bevorzugte die Linolschnitttechnik. Seine Grafiken waren hauptsächlich dem Leben im Sanatorium gewidmet. 